# Museo del Ferrocarril de Canberra
El Museo del Ferrocarril de Canberra se encuentra en ubicado en Kingston en el Territorio de la Capital Australiana (ACT), junto a la estación de tren de Canberra en la línea de ferrocarril de Bombala. 
Entre 1967 y 2016, el museo había sido propiedad de la División ACT de la Sociedad Histórica de Ferrocarriles de Australia (ARHS). En noviembre de 2016, el museo cerró después de que su compañía de transporte colapsara con más de US$ 700 000 de deuda, y la División ACT del ARHS fue puesta en liquidación. Algunos activos se subastaron en agosto de 2017. En diciembre de 2017, se produjo un robo y vandalismo en el museo cerrado. En mayo de 2018, se establecieron dos nuevas empresas sin fines de lucro, una para administrar el museo y la otra para salvaguardar los activos patrimoniales. Desde mayo de 2018, Museo del Ferrocarril de Canberra ha sido el nombre comercial de una empresa sin fines de lucro, Capital Region Heritage Rail Limited, establecida para administrar el museo, mientras que ACT Heritage Rail Holdings Limited es la empresa responsable de salvaguardar los activos patrimoniales del museo.

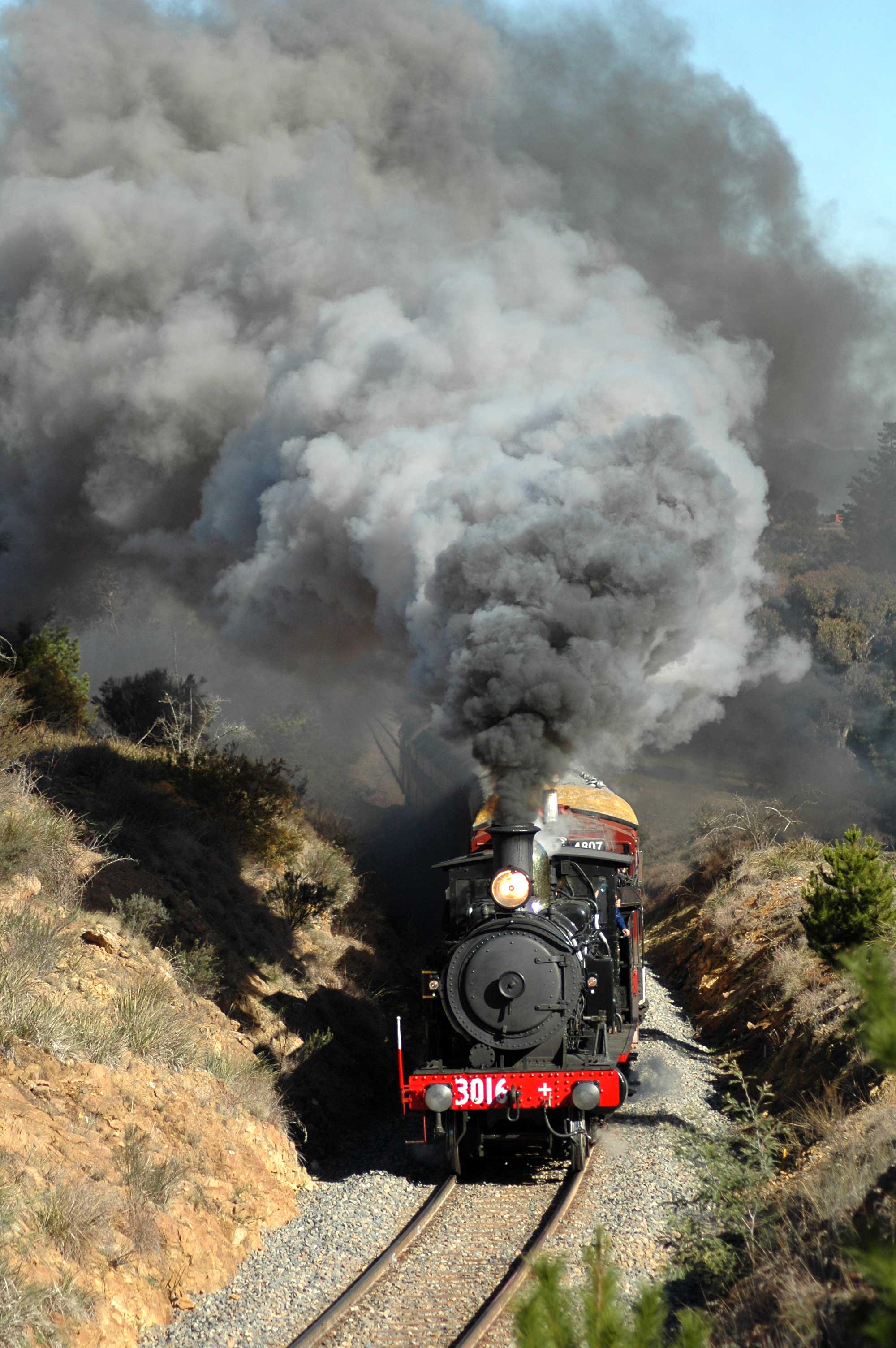
Locomotora ex-NSWGR núm. 3016 realiza un popular viaje de transporte local cuando el Museo del Ferrocarril de Canberra era propiedad de la División ACT del ARHS

Bajo la propiedad de la División ACT, el museo albergaba locomotoras, vagones de pasajeros, vagones de carga, maquinaria de vías y objetos de interés ferroviario; algunos de estos fueron operados fuera del ACT en giras privadas. Entre los activos se destacan la locomotora de vapor en funcionamiento más antigua de Australia y una de las locomotoras de vapor de línea principal más antiguas del mundo, la antigua locomotora núm. 1210 de los Ferrocarriles del Gobierno de Nueva Gales del Sur (construido en 1878) y la locomotora de vapor más poderosa de Australia, antiguamente Nueva Gales del Sur Beyer, la locomotora de vapor articulada Garratt núm. 6029.

## Historia

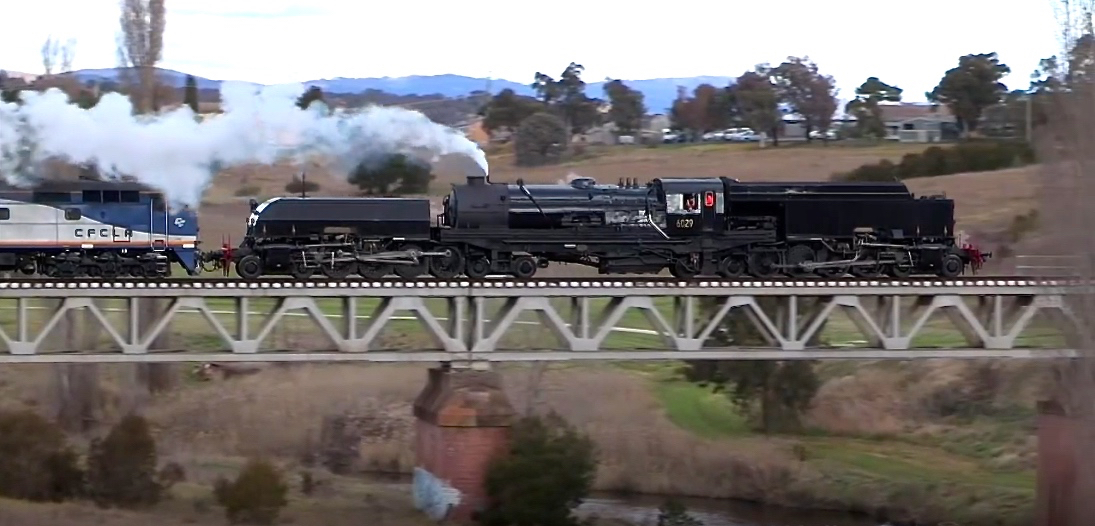
La locomotora articulada Beyer, Garratt n.º 6029 transportando un tren de prueba de carga sobre el puente del río Queanbeyan en 2014, antes de volver a entrar en servicio.

Desde su creación en 1967 y durante los siguientes 49 años, la División ACT de la Sociedad Histórica de Ferrocarriles de Australia tuvo el objetivo de preservar la historia del ferrocarril, en particular la de Canberra y los distritos del sur de Nueva Gales del Sur, para el disfrute y la educación de las generaciones presentes y futuras. El desarrollo progresivo del museo desde su creación en 1985, cuando la población de ACT era sólo de 250 000 habitantes, implicó una fuerza de trabajo, principalmente voluntaria, que recogía y restauraba locomotoras, material rodante y objetos de interés ferroviario; preservaba y registraba la historia del ferrocarril; y ponía trenes en funcionamiento con material restaurado. El establecimiento del museo en el antiguo patio de clasificación de Commonwealth Railways en Kingston satisfizo la necesidad esencial de estar en un entorno ferroviario con acceso a la red ferroviaria comercial. En ocasiones, se brindó alguna asistencia financiera, inicialmente por parte del gobierno australiano y luego del gobierno de ACT, en reconocimiento del valor de las actividades del museo para la comunidad.
En 2007, la Asamblea Legislativa del Territorio de la Capital Australiana reconoció formalmente la importancia del patrimonio ferroviario para el Territorio y la importante contribución realizada por el Museo del Ferrocarril de Canberra.
En noviembre de 2016, el museo cerró repentinamente después de que su compañía de transporte, que se había iniciado para subsidiar los populares pero costosos viajes en tren, colapsó con una deuda de más de US$ 700 000. La División ACT de la Sociedad Histórica de Ferrocarriles de Australia fue puesta en liquidación.
El importante valor patrimonial del Museo para la gente de Canberra que se encuentra en el terreno original de Commonwealth Railways fue reconocido por el ACT Heritage Council cuando el 1 de junio de 2017 decidió registrar los City Railway Remnants en Kingston en el ACT Heritage Register.
En julio de 2017, se anunció que la colección histórica del museo se subastaría el 2 de agosto, ante las protestas de los conservacionistas del patrimonio y los ciudadanos de Canberra. Posteriormente, algunos activos, incluida la locomotora de vapor 3016, las locomotoras diésel, los motores de ferrocarril CPH27 y CPH37 y el material rodante, se almacenaron o se prestaron a Transport Heritage NSW. Otros fueron vendidos a propietarios privados, incluida la locomotora núm. 6029, que pronto volvió a realizar recorridos patrimoniales en varias líneas en Nueva Gales del Sur.
En diciembre de 2017, se produjo un importante robo y vandalismo en el museo cerrado. Muchos artículos patrimoniales sufrieron daños y robos importantes, incluidas, en particular, muchas partes valiosas del activo patrimonial listado por ACT, la locomotora de vapor no. 1210. Tras el vandalismo y el robo, algunos residentes de Canberra y entusiastas de los ferrocarriles decidieron «hacer algo para intentar salvar parte del ferrocarril patrimonial en el ACT». En mayo de 2018 se fundaron dos nuevas sociedades sin ánimo de lucro:
- Capital Region Heritage Rail Limited - Número de empresa australiana (ACN) 625904663 - para centrarse en la gestión del Museo del Ferrocarril de Canberra
- ACT Heritage Rail Holdings Limited - ACN 625 904 627 - que sería responsable de salvaguardar los activos patrimoniales.

Los miembros del Museo del Ferrocarril de Canberra se convirtieron en miembros de ambas organizaciones y eligieron a diferentes directores para cada empresa.
Capital Region Heritage Rail Limited se registró en la Comisión Australiana de Organizaciones sin Fines de Lucro (ACNC) para operar tanto en el Territorio de la Capital Australiana como en Nueva Gales del Sur bajo el subtipo 2014, Advancing Culture.
La visión de Capital Region Heritage Rail Limited es «proteger los valiosos activos del patrimonio ferroviario a nuestro cuidado, mientras reorienta las actividades del Museo de Ferrocarriles de Canberra hacia su propósito principal en beneficio de la región de Canberra y su gente».
Los directores de la compañía comunicaron en su primer informe anual de junio de 2018 que:

Han mantenido un claro enfoque en la protección de los activos y nuestra gente, además de mantener una fuerte disciplina financiera. El trabajo, la salud y la seguridad han sido una parte clave de este enfoque, tanto con la política general como los procedimientos del sitio más detallados, ahora en su lugar". También afirmaron que "si bien la transferencia final de algunos activos depende de que el liquidador obtenga la aprobación judicial como parte de la finalización de su trabajo, los desarrollos recientes han visto a la empresa obtener un control efectivo tanto del sitio del museo como de los valiosos activos patrimoniales. Si bien la ocupación a largo plazo del sitio de Kingston aún no se ha formalizado, el mensaje proveniente del Gobierno es alentador.

## Exhibiciones del museo
Algunas de las exhibiciones antes de 2016 fueron las siguientes.
Locomotoras diésel y motores sobre rieles

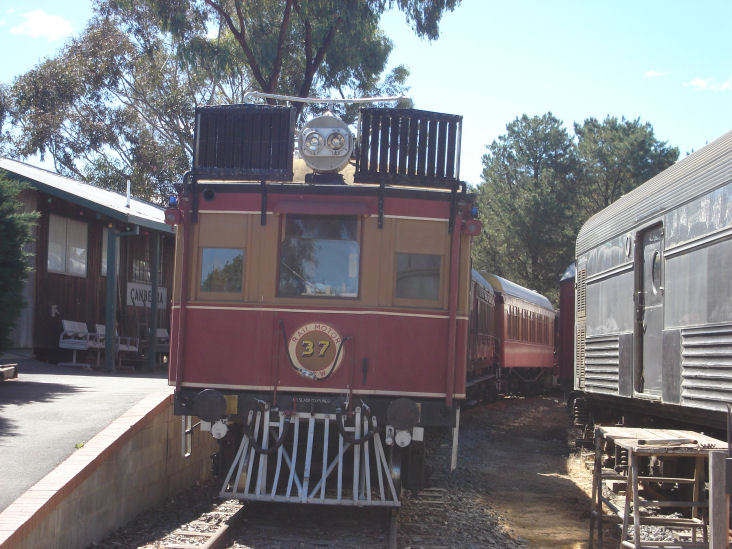
Motor sobre carriles CPH núm. 37 en la plataforma del museo junto a un moderno vagón de acero inoxidable utilizado en los recorridos de larga distancia de la División ARHS ACT

- Antigua locomotora diesel-eléctrica NSWGR núm. 4403, que había sido restaurada a condiciones operativas en Junee, transportó trenes turísticos, incluidos viajes largos, hasta que la División ARHS ACT entró en liquidación. Luego se convirtió en parte de la colección Transport Heritage NSW bajo la custodia del NSW Rail Museum en Thirlmere.

- Locomotora diésel-eléctrica núm. 4807 - clasificado en 1050 hp con una disposición de ruedas Co-Co - también se convirtió en parte de la colección Transport Heritage NSW bajo la custodia del NSW Rail Museum en Thirlmere.

- Locomotora diésel-eléctrica núm. D25 (400 hp Bo-Bo), anteriormente propiedad de Australian Iron and Steel, es de propiedad privada.

- Locomotora diésel-mecánica núm. X203 (260 hp Bo), era un antiguo tractor ferroviario NSWGR. Está en manos del Museo del Ferrocarril de Yass.

- Tres motores sobre raíles diésel-hidráulicos (CPH 13, CPH 27 y CPH 37) y uno más (CPH 2), están cedidos a otra organización. CPH 13 debía haber sido transferido al Oberon Tarana Heritage Railway después de la restauración en Goulburn Roundhouse.

Vagones
La extensa colección de vagones, incluidos los vagones de plataforma final, los coches cama y vagones para fines especiales, se dispersó ampliamente después de la liquidación de la División ARHS ACT.

## Galería

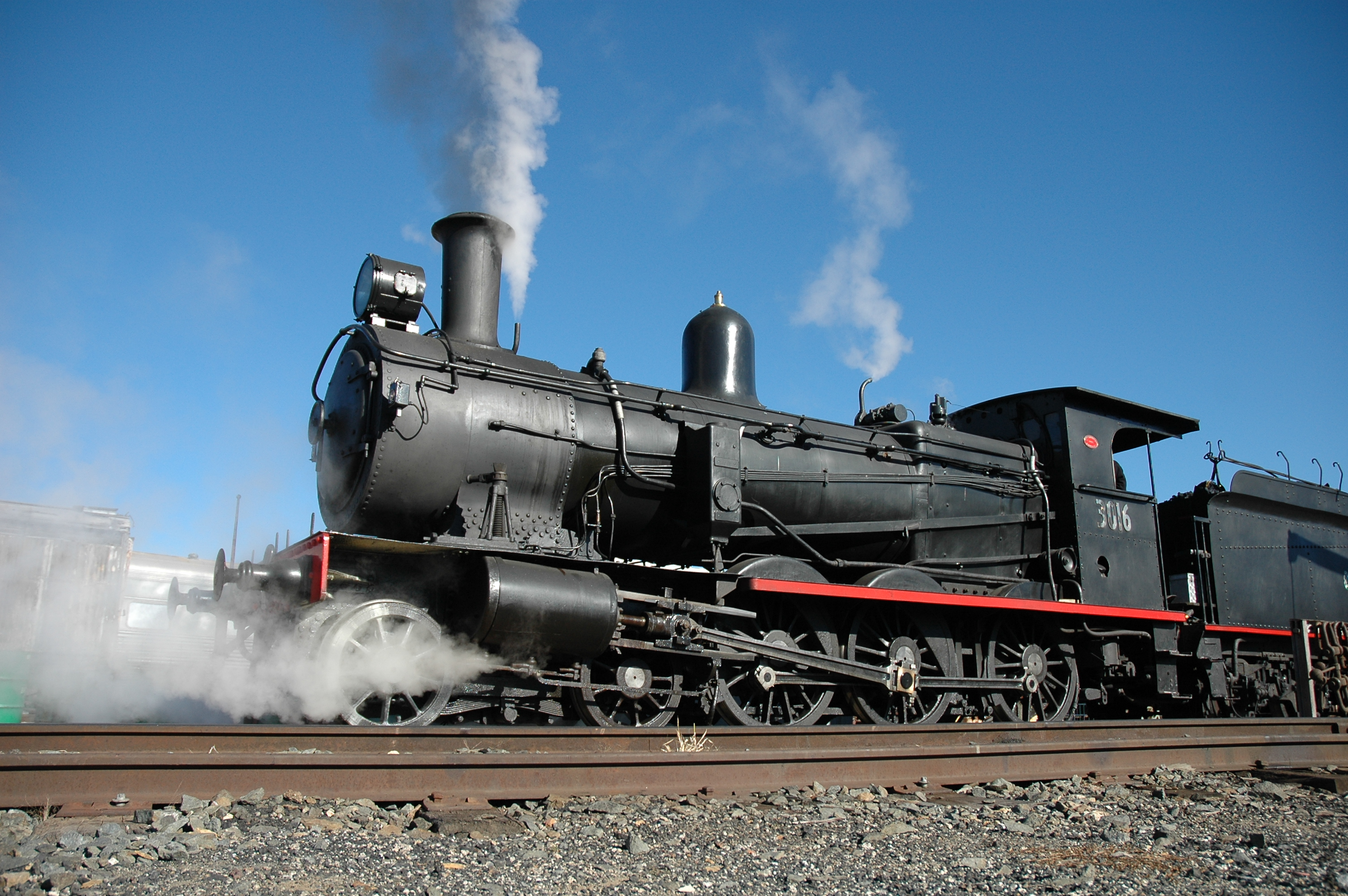
Loco 3016 en el patio del Museo del Ferrocarril de Canberra en Canberra
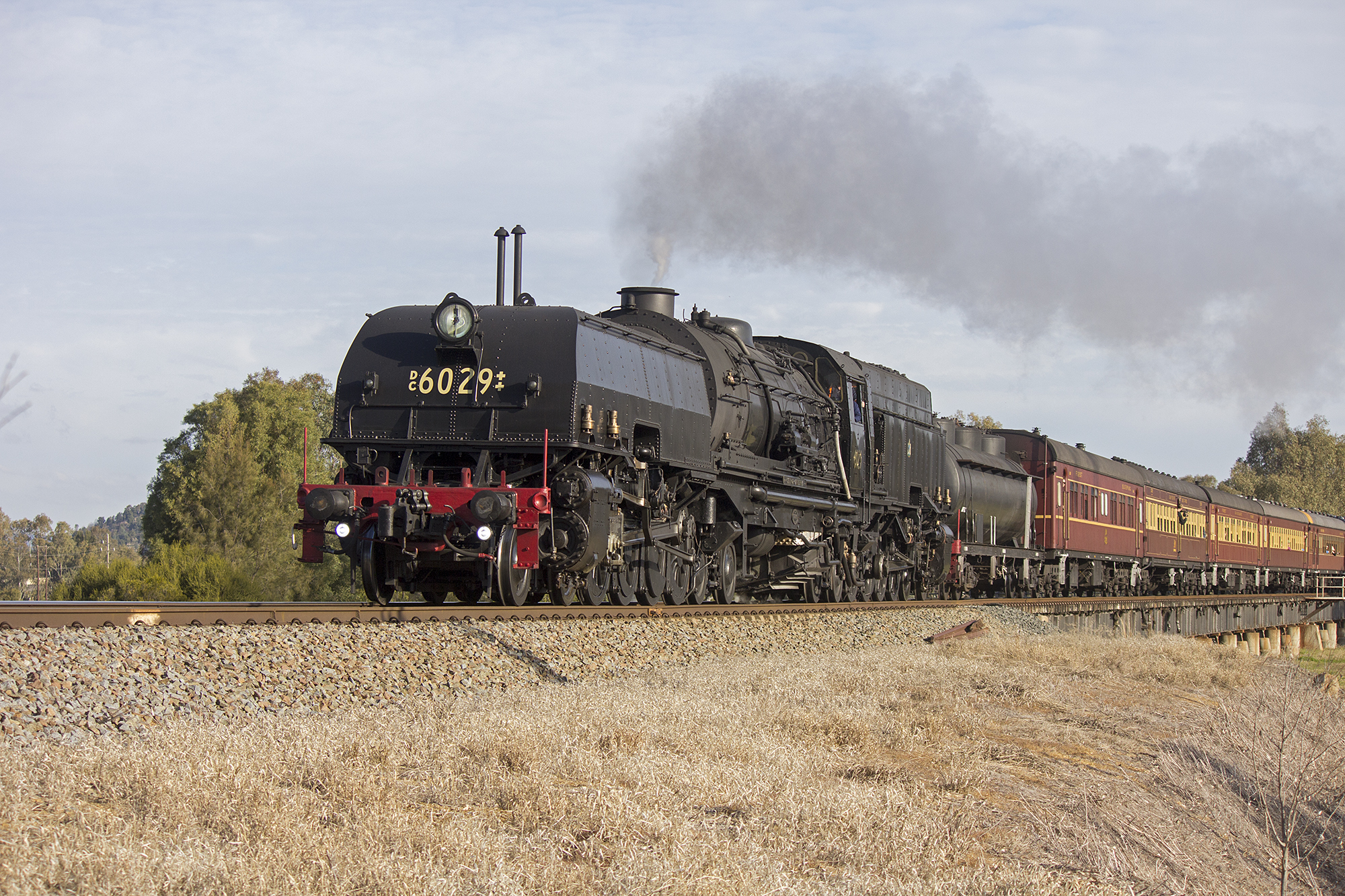
Loco 6029 cruzando el viaducto en North Wagga Wagga
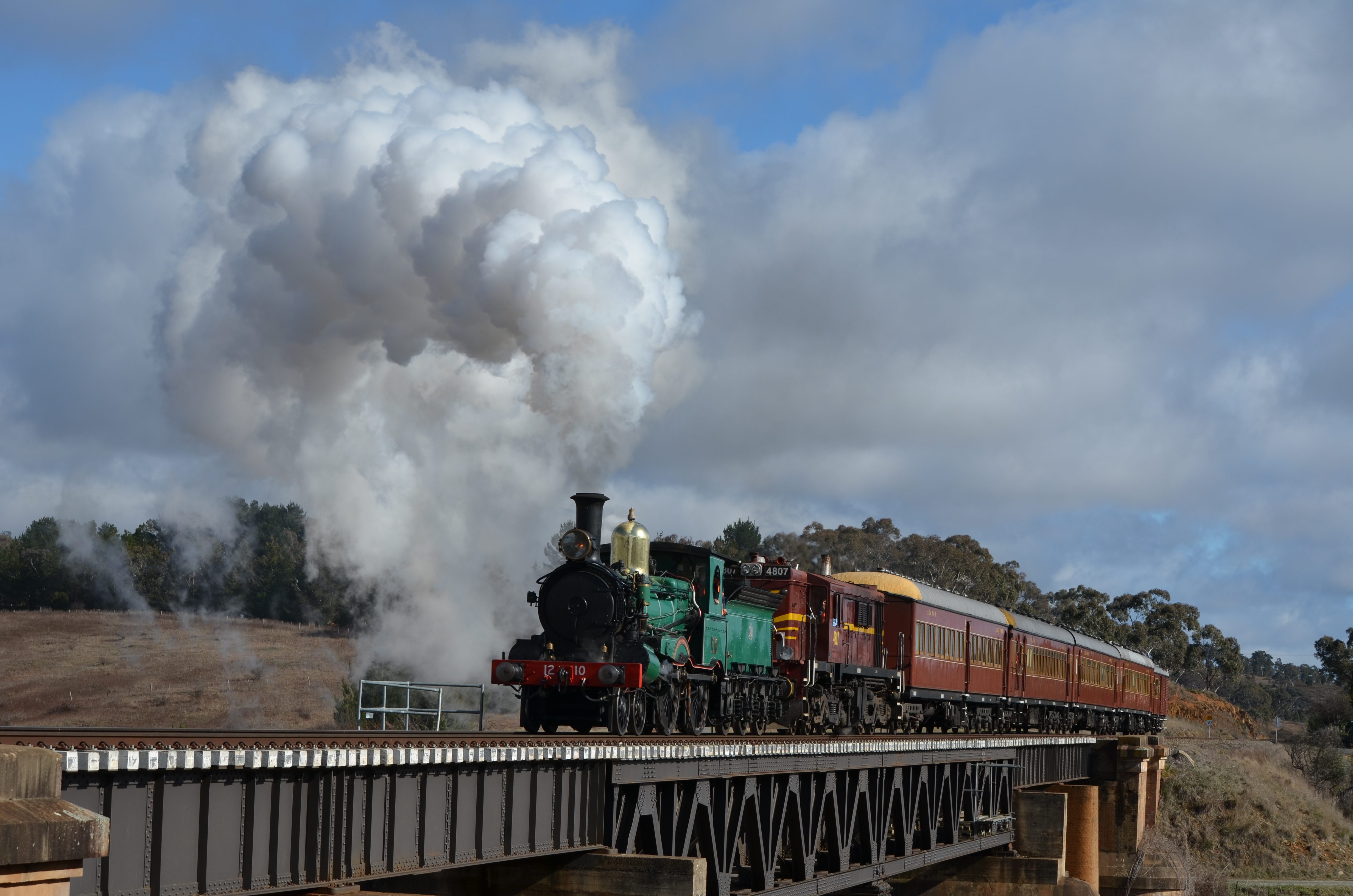
Locomotora histórica 1210 seguida de 4807 diesel-eléctrica que transporta uno de los muchos trenes turísticos de la antigua División ARHS ACT